# 松下作右衛門
松下 作右衛門（まつした さくえもん、生没年不詳）は、江戸時代前期の武士。

## 生涯
松平忠輝の家老・花井義雄（主水正）の弟の義賢の庶子。
父の義賢は、忠輝の改易後に土井利勝に預けられ、花井より松下の姓に改めてこれに仕えた。作右衛門は、若年より不行跡を重ねて、かつて水野成之が組織した旗本奴の大小神祇組に入り「大六方者」と称したという。そのため一族より勘当され、貞享3年（1686年）9月の一斉取締りののちに浪人となる。その後、護国寺で数年厄介となり、甥にあたる六角広治の仲介で鳥取藩主池田綱清に300石をもって仕えた。